# Sybra seriata
Sybra seriata är en skalbaggsart som först beskrevs av Francis Polkinghorne Pascoe 1867.  Sybra seriata ingår i släktet Sybra och familjen långhorningar. Inga underarter finns listade i Catalogue of Life.